# Royal Engineers AFC
Royal Engineers AFC (celým názvem: Royal Engineers Association Football Club) je anglický amatérský fotbalový klub, který sídlí ve městě Chatham v nemetropolitním hrabství Kent. Hráči nastupující za tento tým jsou členové britské armády. Největších úspěchů klub dosáhl na konci 19. století, kdy byl čtyřikrát ve finále FA Cupu, ale jenom v roce 1875 se klubu podařilo tuto cennou trofej získat.
Své domácí zápasy odehrává na stadionu Number one ground s kapacitou 500 diváků.

## Získané trofeje
Zdroj: 
- FA Cup ( 1× )
  - 1874/75
- FA Amateur Cup ( 1× )
  - 1907/08
- Munster Senior Cup ( 1× )
  - 1902/03